# CoverGirl
CoverGirl es una marca estadounidense de cosméticos fundada en Maryland, Estados Unidos, por Noxzema Chemical Company. Fue adquirida por Procter & Gamble en 1989 y luego por Coty Inc. en 2016. Noxzema Company publicitó esta línea de cosméticos al permitir que cover girls, «chicas de portada», es decir, modelos, actrices y cantantes que aparecen en la portada de revistas femeninas, usen sus productos. CoverGirl ofrece principalmente una amplia variedad de cosméticos de consumo.

## Historia
La primera línea de productos de CoverGirl, Clean Makeup, se lanzó en 1961. Fue nominada como la mejor marca de cosméticos de Estados Unidos. Ofreciendo originalmente solo seis productos, se anunciaba como un «maquillaje facial medicado» ya que utilizaba los ingredientes medicados de alcanfor, mentol y eucalipto de Noxzema.
En 1963, la modelo (y más tarde actriz) Jennifer O'Neill firmó como portavoz de CoverGirl a la edad de quince años, apareciendo tanto en publicidad impresa como televisiva ese año. Su patrocinio sin precedentes de treinta años del producto catapultó a CoverGirl a ser la línea de maquillaje más vendida en el país. Cybill Shepherd fue una de las primeras modelos de CoverGirl y apareció en varios anuncios impresos y televisivos de la marca. En contraste con los modelos de moda de aspecto «maquillado» de finales de la década de 1960, Shepherd demostró un aspecto fresco y saludable, atractivo para el gusto de un consumidor más joven. Estos anuncios establecieron el aspecto de girl next door («chica de al lado») con el que se asociaría CoverGirl.
Las ventas de la línea aumentaron durante 1985 debido a una campaña publicitaria con la supermodelo Christie Brinkley. En 1997, CoverGirl lanzó lo que ahora es el famoso eslogan «Easy, breezy, beautiful...» (Fácil, vivaz, hermoso)  Esto pretendía implicar que los productos le darían al usuario un aspecto natural. Esto finalmente condujo a un aumento de las ventas y se apuntó efectivamente a una audiencia más grande de adolescentes. Los productos de la línea todavía están en producción y continúan cambiando a medida que surgen nuevas ideas.
También representan a CoverGirl Drew Barrymore, Zooey Deschanel, Ellen DeGeneres, Dania Ramírez, Christobelle Grierson-Ryrie, Rihanna, Queen Latifah, Sofía Vergara, Taylor Swift, Zendaya, Janelle Monáe y Pink, quien promociona el producto base de la compañía.
CoverGirl fue una vez una de las marcas globales más grandes en realizar pruebas con animales, pero ese ya no es el caso.
En enero de 2010, Procter & Gamble lanzó «Clean Makeup for Clean Water», un programa benéfico destinado a proporcionar agua potable limpia a lugares y personas necesitadas. La compañía lanzó la fórmula Clean Makeup Sensitive de CoverGirl como parte de la campaña para la asociación de CoverGirl con Children's Safe Drinking Water. Con la ayuda de la línea Clean Makeup, CoverGirl ha donado $500 000 al programa, que proporcionó 50 millones de litros de agua potable a niños de todo el mundo.
En 2017, CoverGirl reinventó su marca al adoptar un nuevo eslogan I am what I make up («Soy lo que invento», un juego de palabras con make up significando «maquillaje») en lugar del anterior easy, breezy, beautiful. Su cambio de marca también incluyó un nuevo logotipo, tono, empaque actualizado y diseño de producto. Para su nueva campaña, realizaron un cortometraje, Made in the Mirror, que incluyó a celebridades como la chef Ayesha Curry, la YouTuber Issa Rae, la entrenadora Massy Arias, Katy Perry, Maye Musk y Shelina Moreda.
En febrero de 2018, la empresa lanzó una campaña que presentaba por primera vez a una modelo con vitiligo.

## Patrocinadores

### Lana Ogilvie
En 1992, CoverGirl se convirtió en la primera gran empresa de cosméticos en firmar un contrato exclusivo con una modelo negra. La canadiense Lana Ogilvie se convirtió en la primera mujer negra en representar a una empresa de cosméticos no étnica y abrió la puerta para que las marcas tradicionalmente enfocadas en personas blancas abarcaran diferentes culturas y etnias en su marca. Hoy en día, la mayoría de las marcas importantes tienen bajo contrato uno o más modelos negros o celebridades.

### Famosos

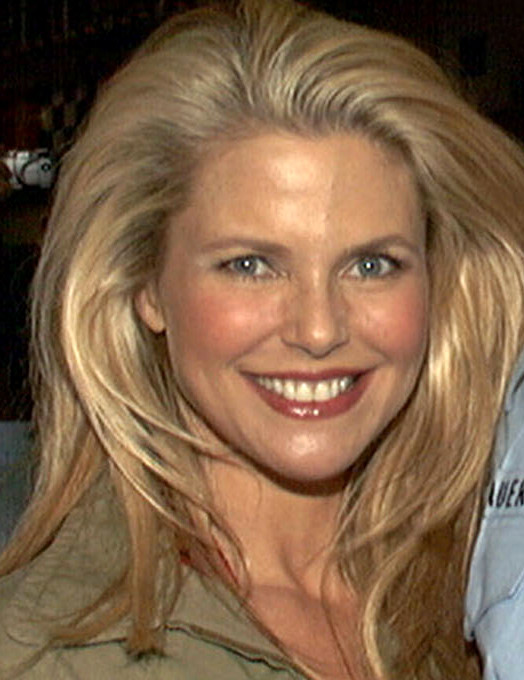
El contrato de larga duración de Christie Brinkley con CoverGirl es el más largo de cualquier modelo en la historia.

Muchas modelos exitosas han representado a CoverGirl Cosmetics, incluidas Tyra Banks y Carrie Tivador. Cantantes y actrices como Katy Perry, Brandy, Molly Sims, Faith Hill, Queen Latifah, Rihanna, Keri Russell, Taylor Swift, Dania Ramírez y Drew Barrymore también han representado la línea de cosméticos. Debido a la exitosa relación de treinta años de Jennifer O'Neill con CoverGirl como portavoz, su rostro ha sido ampliamente reconocido como el rostro de CoverGirl.
Christie Brinkley modeló para la compañía durante 25 años, el contrato de cosméticos de mayor duración de cualquier modelo en la historia. El YouTuber James Charles se convirtió en el primer modelo masculino, y la presentadora de programas de entrevistas Ellen DeGeneres ha aparecido como modelo para los productos cosméticos Simply Ageless. CoverGirl también contrató a las gimnastas estadounidenses Alicia Sacramone, Shawn Johnson y Nastia Liukin para representar a CoverGirl, las primeras atletas en hacerlo. CoverGirl otorgó un contrato de $100 000 a los ganadores del Ciclo 3 al 18 del popular reality show de modelaje, America's Next Top Model, haciendo a Eva Pigford, Naima Mora, Nicole Linkletter, Danielle Evans, CariDee English, Jaslene González, Saleisha Stowers, Whitney Thompson, McKey Sullivan, Teyona Anderson, Nicole Fox, Krista White, Ann Ward, Brittani Kline, Lisa D'Amato y Sophie Sumner, chicas de portada oficiales.
En 2011, Paula Patton, Jessica Stam, Taylor Swift y Sofía Vergara fueron nombradas las nuevas caras de CoverGirl.
A principios de 2012, un comercial de CoverGirl protagonizado por Sofía Vergara y Ellen DeGeneres comenzó a transmitirse en la televisión nacional. El comercial fue presentado y promocionado por ambas mujeres en The Ellen DeGeneres Show.
En agosto de 2012, Pink y Janelle Monáe fueron elegidas como las nuevas portavoces de CoverGirl.
En septiembre de 2013, Katy Perry fue elegida como la nueva CoverGirl. Su pose fue comparada con la portada del álbum Suara Hatiku de Nike Ardilla.
En julio de 2014, Becky G se convirtió en el rostro de CoverGirl y presentó sus productos en sus videos musicales.
En enero de 2016, se anunció a Zendaya como la nueva CoverGirl.
En octubre de 2016, el youtuber James Charles fue nombrado el primer portavoz masculino de la marca.
En septiembre de 2017, se agregó a Ayesha Curry como portavoz de la marca. Ella es la primera portavoz de CoverGirl que no es actriz, cantante o animadora.
En 2018, Amy Deanna se convirtió en la primera modelo de CoverGirl con vitiligo.
En octubre de 2019, se anunció a Lili Reinhart como portavoz de la marca.

### Editores
Los autores y editores de la novela Cathy's Book de 2006 acordaron con Procter & Gamble incluir referencias a la línea de maquillaje a cambio de promocionar el libro en su sitio web de autocuidado BeingGirl.